# Who Covers Who?
Who Covers Who? je tribute album britské rockové kapele The Who. Ve Spojeném království bylo vydáno v roce 1993 a ve Spojených státech o rok později.

## Seznam skladeb
1. "I Can See for Miles" - Hyperhead
2. "Pictures of Lily" - Ian McLagan & The Bump Band
3. "The Kids Are Alright" - The Revs
4. "Bargain" - The Buck Pets
5. "Boris the Spider" - Mint 400
6. "The Good's Gone" - The Telescopes
7. "In the City" - Swervedriver
8. "Anyway, Anyhow, Anywhere" - Alex Chilton
9. "Substitute" - Blur
10. "Baba O'Riley" - Hinnies
11. "Glowgirl" - Mess
12. "The Good's Gone" (Slight reprise) - The Brilliant Corners